# 4553 Doncampbell
4553 Doncampbell (1982 RH) là một tiểu hành tinh vành đai chính được phát hiện ngày 15 tháng 9 năm 1982 bởi Ted Bowell ở Flagstaff.